# One in a Million (Ne-Yo)
One in a Million è un singolo del cantante R&B statunitense Ne-Yo, pubblicato nell'ottobre 2010 dall'etichetta discografica Def Jam.
Il brano è stato scritto dallo stesso Ne-Yo insieme a Charles Harmon e prodotto da Chuck Harmony ed ha accompagnato l'uscita del quarto album di inediti dell'artista, Libra Scale, nel quale sono stati inseriti anche i precedenti singoli Beautiful Monster e Champagne Life.

## Video musicale
Questo video è stato girato assieme a Columbus Short, attore e coreografo, John Silver, Cliff McGhee e Galen Hooks, anche lei coreografa, ballerina, attrice, cantautrice e fotografa (tutti statunitensi).

## Tracce
Promo - CD-Single (Def Jam - (UMG)
1. One in a Million - 4:05

## Classifiche
| Classifica (2010-2011) | Posizione massima |
| ---------------------- | ----------------- |
| Belgio (Fiandre)       | 70                |
| Belgio (Vallonia)      | 68                |
| Italia                 | 18                |
| Regno Unito            | 20                |
| Slovacchia             | 54                |
| Stati Uniti            | 87                |
| Svizzera               | 52                |